# Поикилотерми
Поикилотерми (називају се још и хладнокрвне животиње) су организми чија телесна температура није стална већ варира у зависности од промена температуре спољашње средине. Међу кичмењацима у поикилотерме се убрајају рибе, водоземци и већина гмизаваца.